# Dezséri Emma
Gálosi Zoltánné Dezséri Emma. született Genzau Emma Mária, névváltozat: Dezséri Horváth Emma (Sopron, 1889. február 6. – Budapest, 1968. május 24.) színésznő, Gálosi Zoltán felesége.

## Családja
Törvénytelen gyermekként született, édesanyja Genzau Olga Julianna Ilona (Szabadka, 1872. március 22. – ?), anyai nagyanyja Gensau Mária színésznő, aki később Dezséri (Horváth) Gyula felesége lett. Keresztanyja Verbőczy Emília (előbb Horváth Gyuláné, majd Szepessy Gusztávné, 1864 körül – Budapest, 1919. október 10.) színésznő.

## Pályafutása
Már mint gyermekszereplő hétéves korában Pozsonyban feltűnt a színpadon. 10 éves volt, amikor családjával Kolozsvárra került. Itt játszott a gyermekszerepek folytatásaként, mint drámai színésznő, majd vidékre ment. Később Szilágyi Dezső, 1913-ban Krémer Sándor, 1915-ben Patek Béla társulatának hősnője volt. 1916-ban lemondott a színészetről, hivatalt vállal Kolozsvár városánál. 1917-ben Miklósy Gábornál ís színpadra lépett. 1919-ben a Belvárosi Komédia kolozsvári Kamaraszínházánál újra játszott, majd 1920-ban családjával a fővárosba költözött. 1920. június 23-án Budapesten férjhez ment Gálosi Zoltán színészhez. Vendégszerepeit Marosvásárhelyen, Ungváron és Győrben is. Gyakran alakította fiatal, naív nők szerepeit (drámai szendéket). Genzau családi nevét 1940-ben Dezsérire változtatta.

## Szerepeiből
- Ferenc, reichstadti herceg (Edmond Rostand: Sasfiók)
- Júlia (William Shakespeare: Rómeó és Júlia)
- Tímár Liza (címszerep - Bródy Sándor)
- Gauthier Margit (ifj. Alexandre Dumas: A kaméliás hölgy)
- Sidonia modell (Lehár Ferenc: Luxemburg grófja)
- Bártfai Elza énekesnő (Neal Ferner: Jó éjt, Muki!)
- Sárkányné (Molnár Ferenc: A doktor úr)
- Rachel (Garvay Andor: Bent az erdőn)
- Claire (Georges Ohnet: A vasgyáros)
- Rózsa (Kaiser Frigyes: Honvéd és szerzetes)